# Pogonophora (planta)
Pogonophora es un género perteneciente a la familia Peraceae, anteriormente incluida como subfamilia Peroideae, en las euforbiáceas con dos especies. Es originario de América tropical y Gabón.

## Especies
- Pogonophora letouzeyi Feuillet, Novon 3: 23 (1993).
- Pogonophora schomburgkiana Miers ex Benth., Hooker's J. Bot. Kew Gard. Misc. 6: 372 (1854).

## Sinonimia
- Poraresia Gleason[1]